# Cuestiones ambientales en la Ciudad de Córdoba (Argentina)

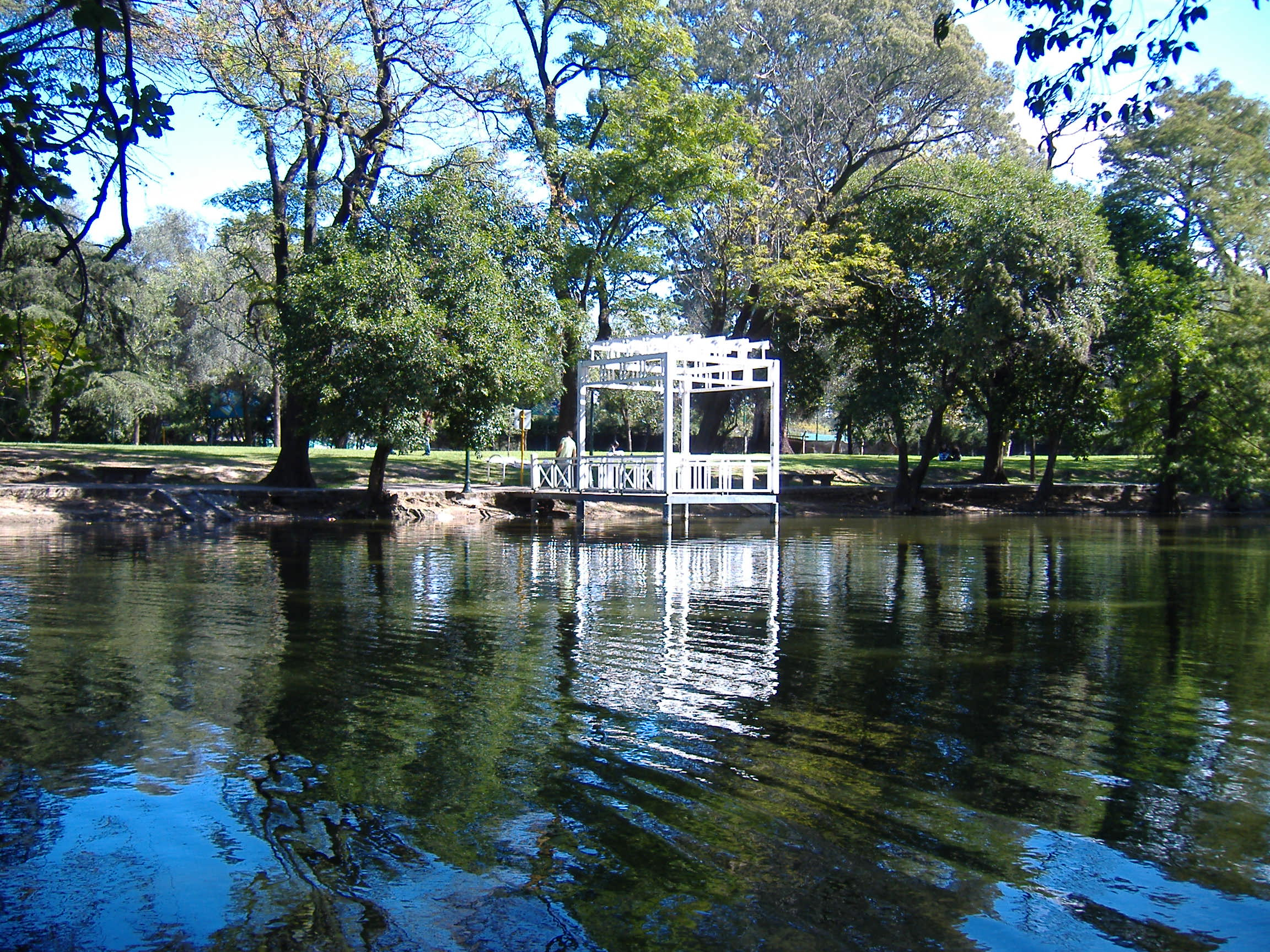
Laguna del Parque Sarmiento.

Las cuestiones ambientales en la ciudad de Córdoba están afectadas por la densidad poblacional, transporte público, presencia de fábricas y ubicación a ambos márgenes del río Suquía. 
El consumo promedio registrado en la ciudad es de 330 litros per cápita, valor que puede trepar hasta 500 litros en los meses de verano.
Los desechos sólidos generados superan los 400kg en promedio por habitante. Ellos son enviados del predio de Piedra Blanca, que recibe la basura de la ciudad de Córdoba y el Área Metropolitana Córdoba, alrededor de 70 mil toneladas mensuales. El servicio público de recolección de residuos de la ciudad de Córdoba ha sido concesionado a las empresas: URBACOR en zona norte, LAM en zona centro y LUSA en zona sur. En 2011 se agregó el servicio de recolección diferenciada de residuos electrónicos.

## Medio Ambiente

### Organismos estatales
La ciudad tiene organismos dedicados a la preservación del medio ambiente. La Secretaría de Medio Ambiente y Desarrollo Sustentable, tiene como principal función construir y aplicar normativas ambientales, resolver de manera integrada con las demás áreas de gobierno los problemas que ponen en peligro el medio ambiente de la ciudad, concientizar y educar a la población en el cuidado de la ciudad y la prevención ambiental.
Otro organismo es la Universidad libre del ambiente. La misma funciona como centro de carácter formativo sobre la problemática ambiental, global y urbana, a través de la educación no formal y la actualización sobre distintos aspectos ambientales urbanos y rurales. Entre sus actividades se encuentran la difusión de prácticas, los conocimientos y experiencias de la vida cotidiana referentes a la relación del ambiente con los vecinos, conservación del mismo y el uso racional de los recursos naturales. Participan docentes, profesionales, técnicos, niños de distintos niveles educativos y público en general. Además, se realizan actividades de extensión y formación conjuntamente con otras áreas de la Municipalidad, ONG ambientales, fundaciones, entre otros.

### Desagües pluviales
En un estudio realizado en 2001 por la Facultad de Ciencias Exactas, Físicas y Naturales de la Universidad Nacional de Córdoba a pedido de la municipalidad, se estableció que Córdoba es altamente anegable por su cercanía a la Sierra Chica. En zona norte las aguas que se anegan vienen del flanco oriental de las Sierras chicas. Otras se juntan a la altura del aeropuerto. En el norte el agua ingresa por un cañadón que pega contra el Canal Maestro, rompiendo el borde y produciendo embalse y desborde. En el sector sur las aguas provienen de la sierra de Malagueño y Los Cerrillos.
Dicha Carta de peligrosidad de inundación, erosión y anegamiento para las acciones de prevención advierte que de caer 40 milímetros de lluvia en un corto lapso, las zonas en peligro se anegan. Situación que se complica por las autorizaciones otorgadas para construir barrios en cañadas, zonas que colectan el agua durante una lluvia. Así countries de altísimo costo pueden quedar inundados.

## Espacios verdes

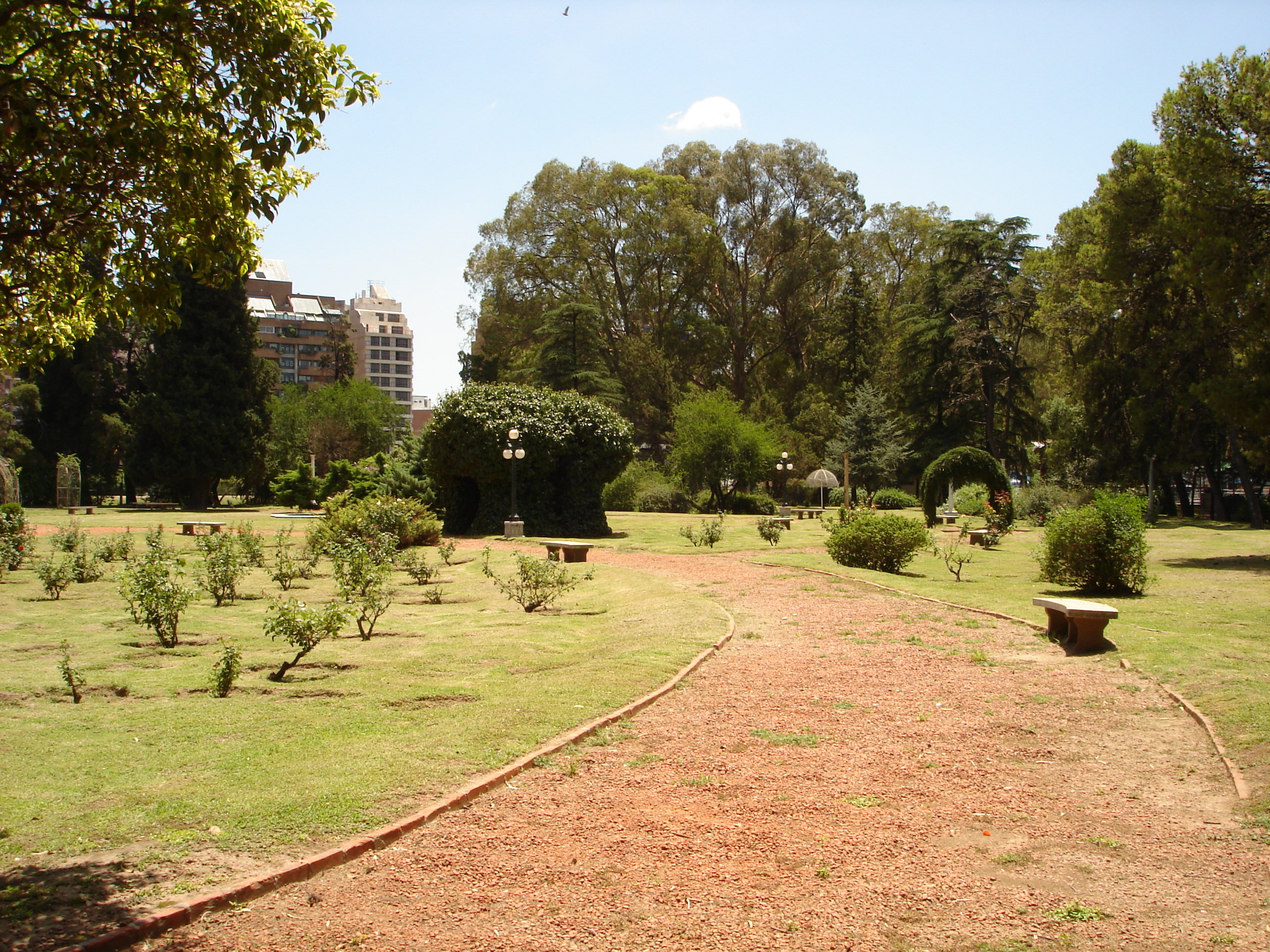
Intenso colorido de los parques durante el verano.

Córdoba tiene 1.200 hectáreas de espacios verdes que se reparten en 641 hectáreas para parques, 110 en plazas, 56 en ciclovías y 393 para otros usos. La ciudad tiene un promedio de 8,9 m² de espacios verdes por habitante.
El Parque Sarmiento es uno de los más antiguos de Sudamérica. Planeado por el arquitecto francés Carlos Thays, siguiendo una perspectiva bellepoquiana. Hasta mediados de los años 60 le exornaba el gran Pabellón de las Industrias, construido para la primera Exposición Industrial Argentina y destruido por un incendio intencional. Consistía en un edificio casi íntegramente construido a mediados de los años 1870, con elaborada ebanistería y elementos férreos de la arquitectura industrial estilo Art Nouveau. Hacia el noroeste del parque está el Anfiteatro Griego, actualmente en funcionamiento parcial dadas las obras de refacción, luego de varios años de estar cerrado.
El Parque de la Vida es, después del Parque Sarmiento, el segundo espacio verde en tamaño, ocupando 65 hectáreas. Se encuentra en la zona suroeste de la ciudad (Barrio Parque Capital, Rosedal Anexo y otros) y fue inaugurado en 1992.
El Jardín botánico, es un espacio natural que tiene como principal función conservar la biodiversidad regional. El jardín cuenta con una colección de plantas regionales (organizadas y documentadas), utilizadas para realizar estudios e investigaciones científicas y para apoyar la educación formal de escuelas primarias y secundarias. Fue diseñado por los arquitectos Mónica Bertolino y Carlos Barrado.
El Jardín Zoológico municipal es otro de los lugares naturales dentro de la ciudad. El 18 de septiembre de 2020 el Concejo Deliberante de Córdoba aprobó su reconversión en Parque de la Biodiversidad. En 2021, a partir de la resolución 103 de la Secretaría de Ambiente de la Provincia de Córdoba, se lo declara centro rescate de animales de fauna silvestre, provenientes del tráfico ilegal y del mascotismo.
En las proximidades del Estadio Mario Alberto Kempes se encuentra el Parque Kempes de 40 hectáreas. Tiene distintas áreas de recreación como estaciones aeróbicas, pistas de BMX y juegos recreativos. Otros parques de la ciudad son: Parque de las Naciones y Parque Autóctono (Zona Noroeste); Parque de las Tejas (Zona Centro); Parque Las Heras (Zona Centro); Parque General Paz (Zona Este); Isla de los Patos (Zona Oeste); Parque Los Algarrobos (Zona Sur); Parque de los Niños Urbanos (Zona Norte).
En la zona noroeste se encuentra la Reserva Natural General San Martín, la única de la ciudad donde se conservan especies animales autóctonas en estado silvestre. También conserva bosque y sotobosque autóctono.
La Costanera del Suquía, se trata de la gran parquización, iniciada en  1983, de  ambas riberas del río Suquía. Posee jardines, plazoletas y son especialmente atractivos sus puentes activos e inactivos, entre los muchos activos se destaca el Puente del Centenario, inaugurado en 1910, con decoraciones típicas de la Bélle Époque, entre las que se destacan las luminarias. Fue restaurado en 1997 junto a los puentes Alvear, Olmos, y Antártida por los arquitectos Marina Waisman, Freddy Guidi y Gustavo Ceballos. Entre los inactivos se encuentra el Puente Quebrado, antiguo puente ferroviario de fines de s XIX, realizado totalmente en hierro fundido, ejemplo de la arquitectura "ingenieril" de la Primera Revolución Industrial. 

## Contaminación del aire
Según datos del Observatorio ambiental, la contaminación del aire en la ciudad varía entre bajo y moderado. El mayor responsable de la misma es el monóxido de carbono.
En 2008 una investigadora de la Universidad Nacional de Córdoba analizó 359 puntos de la ciudad. Encontró que en 320 la calidad del aire era mala o muy mala, en 5 era buena. El método de estudio fue analizar las especies de líquenes que proliferan. Si se comparan estos resultados con un estudio realizado en 1998 en tres puntos de la ciudad, la mitad de las especies desaparecieron. Los puntos críticos son dos: los más transitados y el noreste donde el uso de pesticidas en el Cinturón Verde es importante, en ellos no se registran líquenes. Las mejores zonas son la noroeste y sudoeste.

## Contaminación del agua
En 2007 se consumían en promedio 335,8 litros de agua por día por habitante, mientras que en 2010 se redujo a 292 litros. Para determinar el impacto de las actividades diarias de la ciudad, sobre la calidad del agua del río Suquía y el nivel de adecuación del mismo para su uso (consumo, riego, recreación), se realiza el monitoreo y análisis de sus aguas. Esto permite establecer criterios de calidad e identificar áreas críticas. Respecto al estado del agua, y teniendo en cuenta los siguientes rangos: 0-25 muy mala, 26–50 mala, 50–70 media, 71-90 buena, 91–100 excelente, el resultado del estudio realizado fue el siguiente:
| Puente Los Carolinos      | 66,81         | 57,85         | 70,1          | 64,9 |
| Puente Santa fe           | 61,45         | 64,15         | 68,6          | 77,0 |
| Puente Av. circunvalación | 50,85         | 54,95         | 67,5          | 67,1 |
| Puente San José           | 43,90         | 44,80         | 50,4          | 57,2 |
| Villa Warcalde            | no realizado. | no realizado. | no realizado. | 70,9 |

En un estudio realizado en 2010 por la Universidad Nacional de Córdoba, en tres puntos de la ciudad, la rivera del río Suquía mostró los siguientes resultados: en el puente Gavier, cercano al Estadio olímpico, por cada gramo de tierra se detectaron 36 bacterias de Escherichia coli y 17.357 coliformes fecales. En la desembocadura del Arroyo La Cañada los valores fueron 134 y 47.333 respectivamente. Finalmente en Chacra de la Merced, en el límite este de la mancha urbana, se encontraron 29 y 27.230 bacterias por gramo de tierra, respectivamente. El estudio, concluye que existe contaminación persistente del río ya que el cuadro empeoró desde el anterior relevamiento hecho en 2008.

## Efluentes cloacales
Los líquidos cloacales de casi toda la ciudad son tratados en la Planta de Bajo grande, ubicada en la zona este de la ciudad. Esta planta fue ampliada en 2011 y 2022. Actualmente tiene una capacidad de tratamiento de 10.000 metros cúbicos por hora Estos residuos luego de su tratamiento son arrojados al río Suquía aguas abajo, en dirección opuesta al ejido.
Debido a la falta de infraestructura adecuada e inversión, durante las últimas dos décadas una parte de los desechos cloacales fueron tratados insuficientemente o devueltos sin tratamiento. El intendente Mestre había declaró la emergencia ambiental el 5 de agosto de 2014. La misma fue prorrgada en diferentes momentos.
Ello condujo a un derrotero judicial con tres expedientes activos, dos civiles y uno penal, en tribunales provinciales más otro en el federal, que concluyeron en daño ambiental y riesgo para la salud. Empleados de la misma planta llegaron a denunciar en 2021 que más de 7 mil metros cúbicos por hora volvían al río Suquía sin tratamiento.

## Higiene urbana
El servicio público de recolección de residuos de la ciudad de Córdoba ha sido concesionado a las empresas: URBACOR en zona norte, LAM en zona centro y LUSA en zona sur. En 2011 se agregó el servicio de recolección diferenciada de residuos electrónicos.
En la ciudad hay ordenanzas y programas de recolección diferenciada de residuos. En los hechos es mínima la proporción de vecinos que retira cada día sus residuos de forma clasificada. El municipio ha puesto desde 2020 el acento en la economía circular.
Los Centros Verdes constituyen los espacios donde se recuperan y reutilizan muchos de los residuos secos generados. Forman parte de la gestión de los residuos, operada por Córdoba Obras y Servicios (COYS). En 2021 se triplicó el volumen de material recuperado para reciclado respecto de una década antes.
Los residuos se clasifican en cinco categorías:
- Húmedos: Comida, cartón, pañales o papel mojado.

- Secos (Reciclables): Vidrio, telas, plástico, telgopor, papel, aluminio, cartón, latón, tetrabrick.
- Restos de Obra y demoliciones: Escombros, residuo de obra.
- Restos Verdes: ramas, malezas.
- Voluminosos: Muebles en desuso, electrodomésticos y/o sus partes.

## Programa Córdoba Verde

### Objetivos
- Aportar en el transcurso del año 2012 un total de 400.000 árboles para forestación urbana y rural.
- Donación de árboles de especies autóctonas y exóticas para municipios, escuelas y otras entidades, destinados a parquización de veredas, espacios verdes, etc.

### Acciones
- Asesoramiento técnico: cursos de capacitación sobre: poda, arbolado, vivero, mantenimiento de espacios verdes, etc.
- Obras de remediación ambiental: forestación de costas de lagos, forestación de costas de lagunas, márgenes de ríos y arroyos, forestación de médanos, recuperación de áreas quemadas.

La continuidad de este Programa demanda acciones como mejoramiento edilicio de los viveros. Se está realizando la compra de nuevas herramientas (tractores, palas cargadoras, motocultivadores, motoguadañas, motosierras y otros insumos como semillas, bolsas para envases, fungicidas, herbicidas, abonos, etc.)
Ampliar la capacidad de producción de los viveros es otro objetivo del programa. Para ello se pusieron en marcha nuevas canchas de cría para producción en envase y se habilitaron nuevos espacios para producción a raíz desnuda. También se promociona la creación de nuevos viveros de recría.